# Виртуелно окружење за учење
Виртуелно окружење за учење (ВОУ) је веб страница која се користи за управљање, дистрибуцију, реализацију задатака праћења и евалуације свих оних активности које су укључене у процес наставе и учења. Ова платформа, преко специфичног софтвера, опште познатог као виртуелна страница за обуку, пружа дигиталну подршку предлозима за обуку које су осмислиле образовне институције различитих нивоа и из различитих области, као и компаније. Обично су структурисани у узастопним фазама учења и евалуације користећи различите ресурсе као што су рачунарске апликације, лекције и активности за подстицање размене и интеракције. 
ВОУ је „учионица без зидова", асинхрона и различита од традиционалне, синхроне учионице. Она нуди флексибилност својим учесницима да приступају са различитих интерактивних чворова и у различитим временским интервалима. Поред тога, омогућава креирање и развијање заједница за учење за интеракцију на различитим језицима и на заједнички начин. На овај начин, ВОУ представља окружење за промовисање учења из вишесмерних комуникативних процеса (наставник/ученик – ученик/наставник и ученици међу собом).
То је заједничко радно окружење посвећено изградњи и ширењу знања заснованом на активном учешћу и сарадњи свих чланова групе. 
У виртуелном окружењу за учење, наставници су ти који доносе одлуке о дизајну, коришћењу времена, простора и распореду материјала као што су: 
- Специјална организација
- Припрема, избор и одлагање материјала
- Чување и класификација материјала
- Управљање информацијама и порукама унутар простора
- Побољшане интеракције са знањем других колега и са самим собом

## Карактеристике
Неколико карактеристика које дефинишу ВОУ су:
- То је електронско окружење, створено и конституисано дигиталним технологијама.
- Може се приступити на мрежи и његовом садржају на даљину преко неке врсте уређаја са интернет везом.
- Апликације или компјутерски програми који га чине служе као подршка активностима обуке наставника и ученика.
- Дидактички однос се не дешава „лицем у лице“ (као у настави уживо), већ је посредован дигиталним технологијама[7].
- То је производ дизајна, његова сврха није фокусирана на акумулацију неповезаних ХТМЛ страница.
- Има више аутора: професора, ученика, експерта.
- То је друштвени простор који фаворизује сусрете и интеракцију актера. Обично се заснива на принципу учења у групи, што омогућава ученицима да дају свој допринос и изразе забринутост на форумимa[8].
- Може бити део програма образовања на даљину или допунити наставу уживо.
- Интегрише више алата[9]. ВОУ пружа алатке материјала за учење, као и управљање људима који учествују. Такође укључује системе за праћење и евалуацију напретка ученика. Са дидактичке тачке стране гледишта, нуди технолошку подршку за оптимизацију различитих фаза процеса наставе и учења: планирање, имплементација, развој и евалуација.
- У ВОН процеси комуникације могу бити синхрони и/или асинхрони и могу се развијати кроз различите језике: усменo, писменo, хипертекст, аудиовизуелнo итд.
- Омогућава приступ преко претраживача, углавном заштићен лозинком или приступним кључем.

- Користите веб 1.0 и 2.0 услуге.

- Обично има графички и интуитиван интерфејс.[10]
- Поузданост, односно да су безбедне странице.
- Једноставност структуре, којој се може брзо приступити.
- Безбедност, нико не може да мења личне податке ако за то није овлашћен.
- Прилагођавање свим појединцима, мора прихватити различите конфигурације.
- Интерактивност, лакоћа одржавања контакта између наставника и ученика.
- Транспарентност према личном и заједничком знању укључених људи.

Ове карактеристике постају посебно релевантне када су у питању више система, где је укључен велики број учесника.
Поред тога, друге опште карактеристике ВОУ платформе могу бити:
Техничке карактеристике:
- Бесплатна лиценца, са отвореним кодом.
- Доступност на више језика, интернационалност.
- Документација о коришћењу наведене платформе за кориснике.
- Платформа има заједницу корисника.

Педагошке карактеристике:
Платформа има алате и ресурсе који омогућавају наставнику или кориснику да:
- Обављање задатака управљања и администрације.

- Омогућавају и подстичу комуникацију између самих корисника.
- Презентација садржаја за рад.
- Успостављање активности кроз поменуту платформу интерактивно.
- Могућност да студент обавља сараднички рад.
- Континуирано вредновање утиче на процес ученика.
- Да ученик може да организује сопствено учење према својој доступности и карактеристикама.

Овим основним карактеристикама треба додати следеће:
- Интерактивност: У овим предлозима, корисник је протагониста њихове обуке. Термин „интерактивност“ односи се на начин на који ове платформе подстичу интеракцију ученика и са наставним материјалима и са другим учесницима.[13] Уместо да буду онлајн текстови, ВОУ се предлажу као интерактивна окружења за изградњу знања.
- Флексибилност: Скуп функционалности које омогућавају да се ВОУ лако прилагоди институционалној структури, плановима студија, садржајима и педагошким стиловима институције у којој ће се имплементирати.
- Скалабилност: ВОУ функционише подједнако са малим или великим бројем корисника.
- Стандардизација: Могућност увоза и извоза курсева у стандардним форматима као што је SCORM.

С друге стране, виртуелна окружења карактеришу проширења приступа образовању, стварање заједница за учење и чињење традиционалних улога процеса наставе и учења лакшим процесом.